# Strömstads tingsrätt
Strömstads tingsrätt var en tingsrätt i Västra Götalands län. Domsagan omfattade vid upplösningen kommunerna Strömstad och Tanum. Tingsrätten och dess domsaga ingick i domkretsen för Hovrätten för Västra Sverige. Tingsrätten hade kansli i Strömstad. År 2004 upplöstes tingsrätten varvid själva rätten och domsagan uppgick i Uddevalla tingsrätt och domsaga.

## Administrativ historik
Vid tingsrättsreformen 1971 bildades denna tingsrätt i Strömstad från häradsrätten för Norrvikens tingslag. Domkretsen bildades av detta tingslag. 1971 omfattade domsagan kommunerna Strömstad och Tanum.  
Tingsrätten upplöstes 20 september 2004 då rätten och domsagan uppgick i Uddevalla tingsrätt och dess domsaga.

## Lagmän
- 1971-1976: Stig Rosengren
- 1976-1984: Carl-Magnus Elgenstierna
- 1984-1993: Rolf Elfving
- 1994-2004: Hans Ericsson